# جيمي فلنتاين (فلم 1915)
جيمي فلنتاين (بالإنجليزية: Jimmy Valentine) فيلم أمريكي صامت أنتج عام 1915 من إخراج موريس تورنر وتمثيل روبرت وارويك ومايج ايفانز.

## روابط خارجية
- جيمي فلنتاين على موقع IMDb (الإنجليزية)
- جيمي فلنتاين على موقع فيلمافينيتي (الإسبانية)
- جيمي فلنتاين على موقع قاعدة بيانات الفيلم (الإنجليزية)
- جيمي فلنتاين على موقع ليتربوكسد (الإنجليزية)
- جيمي فلنتاين على موقع كينوبويسك (الروسية)